# VGA
Video Graphics Array (VGA) este un controler de afișare video și un standard grafic însoțitor, introdus pentru prima dată cu linia de computere IBM PS / 2 în 1987,  care a devenit omniprezent în industria PC-urilor în termen de trei ani.  Termenul se poate referi acum la standardul de afișare al computerului, la conectorul VGA subminiatural D cu 15 pini sau la rezoluția 720 × 480 caracteristică hardware-ului VGA. 
VGA a fost ultimul standard grafic IBM la care s-au conformat majoritatea producătorilor de clone de PC-uri, făcându-l cel mai mic numitor comun pe care se poate aștepta să-l implementeze practic toate componentele grafice PC post-1990. 
IBM intenționa să înlocuiască VGA cu standardul Extended Graphics Array (XGA), dar nu a reușit. În schimb, VGA a fost adaptat în multe forme extinse de către terți, cunoscute sub numele de Super VGA,  apoi a dat loc unităților de procesare grafică personalizate care, pe lângă interfețele și capacitățile lor proprietare, continuă să implementeze moduri și interfețe grafice VGA comune. până în zilele noastre.
Standardul de interfață analogică VGA a fost extins pentru a suporta rezoluții de până la 2048x1536 și chiar mai mari în aplicații speciale.